# Eternal Dirge
Eternal Dirge (engl.: ewiges Klagelied) ist eine deutsche Death-Metal-Band aus Marl.

## Bandgeschichte
Die Band wurde im Mai 1986 vom Sänger und Gitarristen Timo Knopf, dem Bassisten Karsten „Boehni“ Boehnke und dem Schlagzeuger Ralf S. gegründet. Als weiterer Gitarrist war eine namentlich nicht erwähnte Person in der Band, die mehrfach ersetzt wurde, ehe ca. 1990 Patrick „Pethe“ Kalla als zweiter Gitarrist hinzustieß. Die beiden 1986 beziehungsweise 1987 aufgenommenen Demos Anthem of Anxiety und Finis Novissima Nox waren noch laienhafte Proberaummitschnitte, erst das 1988 nachfolgende Right to the Core wurde halbwegs professionell in einem Studio eingespielt, zog jedoch nur positive Besprechungen, aber keinen Plattenvertrag nach sich. Kaum dass die Band die Aufnahmen für eine selbstproduzierte EP abgeschlossen hatte, meldete das Label Hass Produktion Interesse an. Da das Label diese Aufnahmen nicht verwenden konnte, brachte Eternal Dirge das Material 1990 unter dem Titel We are the Dead wieder im Kassettenformat heraus und übertraf damit die Verbreitung der bisherigen Demos. Für den Moment war das eigentlich ausschließlich für die Band Hass vorgesehene Plattenlabel ideal, weil es sich quasi vor der Haustür befand, keine Langzeitbindung beanspruchte, flexibel auf ihre Berufstätigkeit reagierte und einen funktionierenden Vertrieb vorweisen konnte. Ferner empfand man die Überlassung der Gestaltung des Layouts, der Promotiontexte und der Presseanzeigen als angenehm. Das im Wittener Mohrmann-Studio in wenigen Tagen unter der Leitung von Risk-Frontmann Heinz Mikus entstandene und 1992 erschienene Debütalbum Morbus Ascendit überzeugte die Band vom Klangvolumen her zwar nicht, dennoch war ihr Gesamteindruck – gerade wegen der kurzen Zeitspanne – ein zufriedenstellender. Alle Lieder des Albums waren bereits auf dem zuvor erschienenen Demo enthalten. Einzig Ad Nauseam wurde mit einem neuen Text versehen und in Blind Idiot God umgetauft. Nach der Veröffentlichung stieß Sascha Risseler als Keyboarder zur Band und es folgten Tourneen mit Cancer und Gorefest. Kurz nach Ende der Tourneen hatte das Quintett die Lieder für das zweite Album geschrieben, doch als die Band für die Aufnahmen ins Studio gehen wollte, kam es zu Differenzen mit dem bisherigen Plattenlabel.
Nach der Auflösung des Plattenvertrags mietete die Band das Studio an, in dem sie bereits ihre Demos aufgenommen hatte, und spielte auf eigene Kosten das Folgealbum Khaos Magick ein. Die Aufnahmen dauerten insgesamt rund 15 Monate. Veröffentlicht wurde das Album schließlich von Morbid Records und vertrieben von SPV. Während der nötigen Vorbereitungszeit kreierte die Band einen neunminütigen Film mit eigens dafür komponierter Musik, der auf der CD-Version des Albums als Bonus enthalten ist. 1996 nahm die Band zudem beispielsweise am Full of Hate Osterfestival teil, auf dem unter anderem auch Six Feet Under und Think About Mutation spielten.
Die Musik hatte sich durch den Einsatz der Keyboards grundlegend gewandelt und war nun eher mit Nocturnus vergleichbar. Auch das Image, das die Band sich gab, war ein anderes. Die Live-Auftritte waren als Ritual konzipiert: Vor Beginn wurde die Bühne in Weihrauch gehüllt und mit Kerzen versehen, die Band selber trat in schwarzen Roben auf. Diese Wandlung wurde erstmals auf der 1996er Tour mit Six Feet Under vollzogen. Als Grund galt das Interesse von Sänger Timo Knopf an Chaosmagie. Doch im November 1996 verließen er, der Bassist und der Schlagzeuger die Band, die sich daraufhin auflöste. Gitarrist Patrick Kalla widmete sich daraufhin seiner zweiten Band Tsatthoggua.
Am 24. Februar 2018 feierte die Band nach 22 Jahren ihren Reunion Gig. In der aktuellen Besetzung spielen die drei Mitglieder, die vom Anfang bis zum vorläufigen Ende Teil der Band waren, Boehnie, Ralf und Timo. Weitere Konzerte sind in Planung.
Am 25. August 2018 verstarb Gründungsmitglied und Sänger/Gitarrist der Band, Timo Knopf, unerwartet im Alter von 47. Am 27. August 2018 gab die Band dies und die sofortige Trennung auf Facebook bekannt.

## Stil
Laut Matthias Herr in Matthias Herr's Heavy Metal Lexikon Vol. 5 hat die Band noch anfangs melodiösen Metal gespielt und sich jedoch schon bald dem Death Metal und Grindcore gewidmet. Herr zitierte Frank Albrecht vom Rock Hard, der Morbus Ascendit rezensierte und der die Band weniger im Death Metal, sondern mehr im Thrash Metal angesiedelt sah. Es seien jedoch Parallelen zu Morbid Angel erkennbar. Die E-Gitarren seien originell, schräg und anspruchsvoll. Die Geschwindigkeit der Lieder sei meist sehr hoch. Auch ließ Herr den Gitarristen Kalla zu Wort kommen: Morbus Ascendit sei Latein für „Die Krankheit steigt auf/bricht aus“ womit man die Krankheit der Zivilisation thematisieren und womit, laut Timo Knopf, die Band Gesellschaftskritik ausüben wolle. Zudem lasse sich die Gruppe durch H. P. Lovecraft inspirieren. Die acht Lieder würden sich in jeweils vier gesellschaftskritische und Geschichten über den Cthulhu-Mythos einteilen. Laut Knopf basiert Khaos Magick auf Meditation, Austin Osman Spares Sigillenmagie und Zaubertechniken der westlichen Hexenkultur. Das Album handele von einem Chaosmagier, also jemandem, der permanent zwischen den Religionen hin und her wechsele. Die Texte würden auf Invokationsformeln basieren sowie auf Berichten in der außerkörperlichen oder virtuellen Welt. Zudem sei die Eschatologie ein wichtiger Bestandteil der Texte. Laut Sabine Britz vom Metal Hammer biete Morbus Ascendit zwar schnellen und akkuraten, aber nicht aggressiven Death Metal. 1984 von George Orwell und Hellstrom’s Hive von Frank Herbert hätten der Band als Vorlage gedient. Laut rockdetector.com bezeichnet die Band selbst ihre Musik als „Neo Pagan Psycho Metal“.

## Diskografie
- 1992: Morbus Ascendit (Hass Produktion)
- 1996: Khaos Magick (Morbid Records/SPV)
- 1996: My Sweet Satan (EP, Morbid Records/SPV)